# Christian Vander (calciatore)
Christian Vander (Willich, 24 ottobre 1980) è un allenatore di calcio ed ex calciatore tedesco, di ruolo portiere.

## Palmarès

### Giocatore

#### Competizioni nazionali
- Coppa di Lega tedesca: 1

Werder Brema: 2006
- Coppa di Germania: 1

Werder Brema: 2008-2009